# Suad Abdi
Suad Abdi é ativista dos direitos das mulheres da Somalilândia. Ela é a representante nacional da Progressio e faz campanha para abrir a democracia para as mulheres no país. Ela disse que vai concorrer à eleição para o parlamento.

## Carreira
Suad Abdi é ativista social na Somalilândia desde 1996.  Ela é membro da Rede Nacional de Mulheres da Somalilândia (Nagaad) que ela ajudou a fundar em 1997.  Ela é a representante nacional da Somalilândia para a Progressio, uma organização não governamental internacional que luta pela democracia no país. A Progressio forneceu especialistas para apoiar o trabalho de organizações locais que trabalham no campo e forneceu observadores para as eleições presidenciais da Somalilândia, em 2010, que declarou livres e justas.
Abdi está em campanha para a implementação de uma cota de 20% dos membros do parlamento da Somalilândia para serem mulher. Atualmente, apenas um membro do parlamento, de 164, é do sexo feminino. Dois projetos de lei parlamentares anteriores foram bloqueados pela Câmara dos Anciãos (câmara alta) ou ficaram sem tempo de debate. Abdi disse que estaria nas eleições de 2015 (adiada para 2017), mas não procuraria se tornar um ministro do governo.